# Rákóczi Szövetség (1989)
A Rákóczi Szövetség 1989-ben alapított, egyesületi formában budapesti központtal működő társadalmi szervezet. A Szövetséget felvidéki kötődésű és a felvidéki magyarság ügyéért elkötelezett személyek alapították.
A Rákóczi Szövetség elnöki tisztét 1990-2018 között Dr. Halzl József töltötte be, majd a Szövetség közgyűlése egyhangúlag tiszteletbeli elnökké választotta. Dr. Halzl József a pozíciót 2020 novemberében bekövetkezett haláláig látta el. Munkája és személyisége egyszerre formálta a Szövetséget három évtizeden át. A Rákóczi Szövetség ma a Kárpát-medence egyik legnagyobb civil szervezete, tagsága meghaladja a 36 ezer főt.

## Alapítása
A Rákóczi Szövetség 1989. március 20-án a Rajk László Szakkollégium Makarenko utcai épületében (ma: Párbeszéd Háza, Horánszky utca) alakult. Az összegyűlt alapítók közül többen az első csehszlovák köztársaság idejében kezdték ifjúsági közösségépítő szerepvállalásukat, mások már az 1970-es évektől aktívan tevékenykedtek a csehszlovákiai magyar kultúra megőrzéséért, vagy legalábbis figyelemmel követték az ottani magyar lakosság helyzetét akár a Honismereti Kerékpártúrák, akár nyári táborok vagy a Klubmozgalom rendezvényeihez kapcsolódva.
A szervezet ötlete a budai Angelika Eszpresszóban rendszeresen összejáró felvidéki asztaltársaság köréből származott, de már az előkészítő munka során felvették a kapcsolatot más hasonló szervezetekkel – így többek között az Amicus Körrel (a szlovák és cseh kultúra magyar barátainak köre), az Erdélyi Szövetséggel, a Kárpátaljai Körrel, a Forrás Körrel, a Klubtanáccsal, a Rakpart Klubbal vagy a Prágai Sörlovagrenddel.
A tulajdonképpeni öt „alapító atya” Göndöcs László, a Tanárképző Főiskola tanára, a katolikus Prohászka ifjúsági mozgalom hajdani tagja, Balázs György néprajztudós, Czenthe Miklós történész-levéltáros, Simén András, a felvidéki honismereti kerékpártúrák egyik első magyarországi résztvevője és szervezője, illetve Kun Ferencz mindenes alelnök volt, aki a visszaemlékezések szerint a Szövetség névadója is volt, hisz az erről szóló vitában kiemelte, hogy „a fejedelem neve utal a magyar nemzeti és függetlenségi hagyományokra, s tisztelete rendkívül erős a Felvidéken, sőt sírja máig egyik legjelentősebb zarándokhelyünk Kassán”. Elnöknek az egykori sarlós nemzedék képviselőjét, Dobossy László választották volt, aki a cseh és francia nyelv professzora és a közép-európai népek közeledésének híve volt, illetve az alakulás napján megalakították a Csehszlovákiai Magyar Kultúráért Alapítványt is, melynek első kurátorai B. Kiss Tamás, Csik Ibolya, Kiss Gy. Csaba, Molnár Imre és Vásárhelyi Judit lettek.
A Szövetség ügyének első támogatói között találjuk Hites Kristóf bencés szerzetest, aki az amerikai emigrációban működő Csehszlovákiai Magyarok Nemzeti Bizottmányának elnöke volt, illetve Halzl József révén az Energia Gazdálkodási Intézetet, a Bethlen Gábor Alapítványt, a Klub Tanácsot, valamint a Soros Alapítványt is. A Szövetség „politikai és művelődési értesítőt” indított Felvidéki Hírvivő néven, amely a második számtól Rákóczi Hírvivőként jelent meg, illetve tagjai révén a szerkesztésben, valamint anyagiakkal a kiadásban is segítette az induló Regio kisebbségtudományi szemlét.
Az 1990. május 22-én megtartott közgyűlés új vezetőséget választott, így az idős kora miatt visszavonuló Dobossy László helyett Halzl József lett az új elnök, aki 2018-ig vezette a Szövetséget.

## Céljai
A szervezet a Kárpát-medencei és a világ magyarságának szolgálatában igyekszik lehetőségeit felhasználva segíteni a magyar kultúra, a magyar nyelv és a magyar közösségek ügyét, tevékenysége kiemelten a magyar fiatalokra irányul. A Szövetség közel 80 központi programja évente több mint 100 ezer embert, elsősorban fiatalokat érint. A szervezet tevékenysége két nagy szeletre osztható: a külhoni családok magyar iskolaválasztásának segítésére, valamint a Kárpát-medencében és a nagyvilágban élő magyar fiatalok közti kapcsolatok építésére.

## Tagsága, szervezeti hálózata
A Szövetség több mint 36 ezer taggal és 663 helyi szervezettel rendelkezik a Kárpát-medencében, amelyek közül 363 középiskolákhoz, 259 településekhez és 41 egyetemekhez kötődő szervezet. A 2023-as évben a szervezet 2281 új taggal bővült, akiknek átlagéletkora 22 év.
A szervezet budapesti központi irodában mintegy 20 főállású fiatal és mellettük számos elkötelezett önkéntes dolgozik.
A 2024-es évben a Rákóczi Szövetség központi rendezvényeinek, programjainak száma 80-ra tehető, ezek több mint 100 ezer embert, elsősorban fiatalokat értek el, köztük magyarországiakat, a Kárpát-medence külhoni területein élőket és mintegy félezer olyan fiatalt, akik a nagyvilág magyar diaszpóra közösségeihez tartoznak.

## Vezető testületek
Elnökség
Elnök – Csáky Csongor
Alelnökök – Mihályi Magdolna, Mucsi Balázs, Nagy Zoltán Levente, Németh Zsolt, dr. Ősi Barnabás, Szilágyi Zoltán, dr. Tárnok Balázs
Felügyelőbizottság: dr. Ambrus Sándor Csaba (elnök), Gabri Rudolf, Nagy Csaba, Tóth Tibor
Tanácsadó testület: Benedek Fülöp, Biró Albert, dr. Kántor Zoltán, prof. Kollár Lajos, Makláry-Szalontai Csaba, Martényi Árpád, dr. Szili Katalin, Takaró Mihály
Operatív vezetők: Csáky Csongor – elnök, dr. Petrovay László – stratégiai igazgató, Szilágyi Zsolt – hálózatfejlesztési igazgató, Szenczi Borbála – gazdasági igazgató, Király Aranka – szakértő, ügyvezető igazgató, Sullivan Ferenc – kutatási és elemzési vezető 

## Tevékenysége

### Magyar Iskolaválasztási Program
A Rákóczi Szövetség tevékenységében meghatározó a külhoni magyar családok magyar nyelvű iskolaválasztásának elősegítése, hiszen az a gyermek, akit nem íratnak szülei magyar oktatási intézménybe, jó eséllyel elvész a magyar közösség számára. Ennek jegyében indította el a Szövetség 2004-ben, elsőként a Felvidéken a Magyar Iskolaválasztási Programját, amely mára Székelyföld kivételével gyakorlatilag a Kárpát-medence valamennyi külhoni magyarlakta területét lefedi. A program keretében az újszülötteket, az óvodásokat és az iskolakezdőket is megszólítják. A Gólyahír Program keretében évente ezres nagyságrendben köszöntik a magyar újszülöttek családjait Kárpát-medence-szerte. Az adventi időszakban évente mintegy 22 ezer külhoni magyarul beszélő óvodásnak küldenek ajándékot a szülőket magyar iskolaválasztásra bátorító gondolatokkal együtt. A beiratkozást követően iskolatáskával köszöntik a magyar iskolába beiratkozó gyermekeket, a szeptemberi iskolakezdést követően mintegy félezer helyszínen mintegy 10 ezer magyar iskolakezdőnek adják át személyesen a magyar összefogást jelképező ösztöndíjat. Fontos szerepet kap a szervezet tevékenységében az óvónők és a tanítónők megbecsülése, akik az iskolaválasztásban meghatározó szerepet töltenek be. A Magyar Iskolaválasztási Program mögött széleskörű társadalmi összefogás jött létre; évről évre százával sorakoznak fel települési önkormányzatok, valamint számos vállalkozás, civilszervezet, magánember és közéleti személyiség az ügy mögött.
A Magyar Iskolaválasztási Program részeként 2022 szeptemberében, elsőként a Felvidéken indította el iskolabusz-hálózatát, amelynek segítségével olyan, elsősorban a szórványban és a nyelvhatáron élő magyar gyermekek számára biztosítják a díjmentes és biztonságos ingázást a legközelebbi magyar iskolába, akik ennek hiányában jó eséllyel nem tudnának anyanyelvükön tanulni. Az iskolabuszok 2022-ben mintegy 30%-os bővülést idéztek elő a 15 felvidéki szórványban és nyelvhatáron működő magyar intézmény iskolakezdőinek számában. Az eredményeket sikerült 2023-ban is megőrizni és az iskolabusz hálózat kiterjedhetett az erdélyi szórvány 34 magyar iskolájára, ahová 38 iskolabusz érkezett az augusztus végi budapesti ünnepélyes átadóról. A 2024/2025-ös tanévben a Rákóczi Szövetség iskolabusz-hálózata összesen 61 járművel közel ezer, nagyrészt óvodás és alsó tagozatos gyermek ingázását biztosítja a program részét képező 56 intézménybe. Az iskolabuszok útvonalai több mint kétszáz szórványtelepülést érintenek. Az eddigi tapasztalatok alapján az iskolabuszok hatékonyan járulnak hozzá a programba bevont iskolák diákszámának stabilizálásához, sőt növeléséhez.

### Ifjúságszervezés
A szervezet tevékenységének fókuszában a középiskolás ifjúság áll, különös tekintettel arra, hogy a 14 és 18 év közötti korban alakul ki az identitásnak és a kapcsolatrendszernek egy jelentős része. A Rákóczi Szövetség arra törekszik, hogy ebben az időszakban minél több olyan impulzus érje a fiatalokat, ami abban segíti őket, hogy a magyarságukra értékként tekintsenek, és minél több magyar-magyar kapcsolat alakuljon köztük. Ennek jegyében a Rákóczi Szövetség 1994 óta évről évre magyar nemzeti ünnepekhez, emléknapokhoz kapcsolódó Diákutaztatási Programot hirdet. A pályázatot minden magyar nyelven (is) oktató középiskola csoportja benyújthatja. A pályázatok pozitív elbírálásának feltétele legalább egy országhatár átlépésével egy partnerszervezet, partneriskola diákjaival közös megemlékezés az aktuális nemzeti ünnep alkalmából. Az elbírálás során megítélt keretösszeg az utazó csoport létszáma és a megtett út hossza szerint alakul ki. 2023-ban a három programidőszakban (március 4., június 4., október 23.) nagyságrendileg húszezer diák utazhatott a program keretében.
Iskolai félévekhez kapcsolódóan középiskolás találkozók, a határ két oldalának diákjait megszólító hétvégi kirándulások, nyári táborok, a Gloria Victis és a Cultura Nostra történelmi vetélkedők, és sok száz középiskolai helyi kezdeményezés támogatása szolgálja a korosztályt. 2024 nyarán a Rákóczi Szövetség 33 összmagyar nyári táborában összesen több mint tízezer fiatal vett részt a világ minden tájáról.
Az identitás átadása szempontjából kulcsszerepben lévő magyar és történelem szakos tanárok számára nyári táborok, konferenciák segítik a kapcsolatépítést és munkájuk megbecsülését. Szintén a felnőtt korosztályt célozza a nyaranta megrendezett Rákóczi Szabadegyetem, illetve a nagy múltra visszatekintő Egyetemista Tábor.
2016 óta a Magyar Diaszpóra Tanács kérése alapján és a Magyar Kormány támogatásával a Rákóczi Szövetség évről évre meghirdeti Diaszpóra Programját azzal a céllal, hogy a nagyvilágban élő magyar gyökerű fiataloknak is lehetőséget teremtsen magyarországi táborozásra, tanulmányi kirándulásra, kapcsolatok építésére, illetve a magyar nyelv és kultúra elmélyítésén keresztül az identitás erősítésére. 2016 óta évente ezer, diaszpóraközösségekhez tartozó fiatal kapcsolódhat be a program kínálta lehetőségekbe.

### Szülőföldön magyarul program
A szomszédos államokban élő magyarokról szóló 2001. évi LXII. törvény alapján a Magyar Állam a Kárpát-medence külhoni területein magyar intézményt látogató diákok részére minden évben támogatást biztosít, évente megismételt kérelem alapján, a Szülőföldön Magyarul Program – oktatási-nevelési támogatás keretében. A Magyar Kormány döntése értelmében a támogatás összege 2023 óta diákonként évi bruttó 100.000 forint. A Program pénzügyi lebonyolítója a Bethlen Gábor Alapkezelő Zrt. 2024-től a Program digitalizációjáért és kommunikációjáért a Rákóczi Szövetség felel. A Szövetség ezt a feladatot a helyi pedagógusszövetségekkel, szakmai szervezetekkel együttműködésben látja el. 2024-ben 227 ezer fő részesült a támogatásban.

### Emlékünnepségek, díjátadók
A szervezet tevékenységében szerepet kapnak az emléknapok II. Rákóczi Ferenc kultuszához, Esterházy János felvidéki mártírsorsú politikus emlékéhez, valamint a Beneš-dekrétumok következtében Csehszlovákiából kitelepített és elüldözött több mint 100 ezer magyar sorsához kapcsolódóan.
A Rákóczi Szövetség 1991 óta minden év márciusában Esterházy János életművére emlékezik és Esterházy-díjat adományoz olyan személyeknek vagy intézményeknek, akik és amelyek az ő szellemében a magyar közösségek szolgálatában kiemelkedő tevékenységet fejtettek ki, illetve a mártírsorsú politikus szellemi örökségének megőrzéséért – a kereszténységért, az összmagyarságért és Közép-Európa népeiért – kimagasló tevékenységet fejtettek ki.
A szervezet 2022 óta minden év novemberében adományozza a Rákóczi Szövetség örökös, tiszteletbeli elnöke, Dr. Halzl József nevét viselő díjat olyan személyeknek vagy intézményeknek, akik és amelyek kiemelkedően sokat tettek és tesznek örökségéért, illetve a Rákóczi Szövetség ügyéért.

## Rákóczi Hotel, Tábor és Rendezvényközpont
2019 márciusában a Magyar Kormány jóvoltából a Rákóczi Szövetség megvásárolhatta a sátoraljaújhelyi Várhegy Üdülőt, amely azóta Rákóczi Tábor és Rendezvényközpont néven működik. Kelet-Magyarország egyik legnagyobb befogadóképességű ifjúsági szálláshelye 300 méter magasan, egy öt hektáros ősfenyvesben helyezkedik el. A tábor területén 2020 szeptemberétől 2021 nyaráig felújítási munkálatok zajlottak. A komplexum első szakaszát 2021. június 4-én, a Nemzeti Összetartozás Napján ünnepélyes keretek között adták át. A 21.század kívánalmainak mindenben megfelelő modern épületegyüttes 150 főt befogadni képes háromcsillagos szállodát, éttermet, 200 fő férőhelyű konferenciaközpontot, kávézót, panorámateraszt, 500 fő befogadására alkalmas ifjúsági szállásokat, valamint egy kápolnát foglal magába. A teljes egészében megújult Rákóczi Hotel, Tábor és Rendezvényközpont a Rákóczi Szövetség szándéka szerint a magyar fiatalok meghatározó találkozóhelye lesz a következő évtizedekben.
2022. március 27-én, II. Rákóczi Ferenc születésnapján a Rákóczi Szövetség ünnepélyesen átadta a Halzl József Sportcsarnokot Sátoraljaújhelyen, a Rákóczi Hotel, Tábor és Rendezvényközpontot teljessé tevő Sportkomplexum részeként. 2024. június 4-én megtörtént a tábor szomszédságában épülő négycsillagos, 50 szobás szálloda alapkőletétele. A szálloda várhatóan 2025 végére készül el, ezt követően a komplexum befogadóképessége a vendégházak kapacitásbővítésével együtt meg fogja haladni a 900 főt.